# Montagnola (Roma)
La Montagnola è un'area urbana del Municipio Roma VIII di Roma Capitale. Fa parte della zona urbanistica 11E Tor Marancia e si trova nel quartiere Q. XX Ardeatino.
Il nome La Montagnola era già presente nel Piano Topografico di Roma e suburbio 1907-1924, ma successivamente fu chiamata per un periodo Borgata Laurentina, come riportano le mappe dell'Istituto Geografico Militare del 1949. Il nome deriva dall'altura che si forma nei pressi dell'intersezione tra la via Laurentina e la via Cristoforo Colombo.
Con tale nome, che fa riferimento al rilievo noto anche come Montagnola di San Paolo, si individua, già dagli inizi del XX secolo, la borgata compresa tra la via Ostiense a nord, la zona delle Tre Fontane (luogo, secondo la tradizione, del martirio di San Paolo) a sud, la via Laurentina ad ovest e la via di Grotta Perfetta ad est. Nell'area dei Colli di San Paolo, altrimenti detta Clivo della Montagnola, sin dagli anni trenta del XX secolo, in previsione della costruzione della Esposizione Universale Romana (EUR), gerarchi fascisti come Filippo Anfuso, Achille Starace, Roberto Forges Davanzati e lo stesso figlio di Benito Mussolini, Vittorio, vi fecero costruire delle residenze costituendo in amena zona collinare, un piccolo nucleo di edilizia residenziale distaccato dal resto delle abitazioni.

## Inquadramento storico-urbanistico
La Montagnola e le zone limitrofe sono un territorio di recente urbanizzazione che mantiene testimonianze di varie epoche, a partire  dall'antica Roma: il nome via di Grotta Perfetta, che collega via Ardeatina con via Cristoforo Colombo, si ipotizza derivi dall'antico nome della zona Horti Praefecti o Praefectis.
L'antico toponimo sembrerebbe indicare, ma non vi sono prove, che in loco esisteva, ai tempi dei romani, qualche terreno di proprietà di un prefetto. Queste aree situate fuori le mura venivano considerate zone agricole, ma ospitavano ville rustiche romane, santuari pagani, cave, tombe private ed i Granai di Nerva, imperatore nel I secolo d.C.. La zona che in gran parte conserva le testimonianze di allora è la tenuta di Tor Marancia, ormai parte integrante del parco regionale dell'Appia antica. La tenuta probabilmente prende il nome da Amaranthus, liberto della famiglia dei Numisi. Sul territorio della tenuta sono presenti: una tomba ipogea, antiche cave di tufo, una catacomba (nei pressi dell'Annunziatella), le catacombe di Domitilla a nord ed i resti della villa dei Numisi nel cuore della tenuta.
Nel Medioevo la zona agricola, ormai abbandonata, fu risollevata dalla Chiesa, che ne mantenne intatta la vocazione agricola e costruì chiese di campagna e torri di avvistamento (resta una torre, inglobata nel casale Grotta Perfetta). L'area era delimitata dalle due strade principali: la citata via di Grotta Perfetta e l'attuale via Laurentina meglio nota in passato come strada delle Tre Fontane; a queste se ne aggiungeva una terza minore e mediana nota sin dal XVII secolo come via o vicolo delle Statue la cui direttrice, secondo la cartografia IGM di fine XIX secolo corrispondeva alle attuali via Silvio D'Amico, via Fontanellato e via Augusto Vera. Nei secoli seguenti l'area vede l'espansione di un sistema di latifondi ed un aumento di pascoli in luogo alle coltivazioni fino alla bonifica che dal XIX secolo riporta man mano all'attività agricola tipica dell'Agro romano, con i suoi insediamenti incentrati nei casali rustici.
Tra il 1877 ed il 1891 viene costruito un sistema difensivo chiamato "campo trincerato" formato da 15 forti e da 4 batterie posti intorno alla città a circa 5 km dalle Mura aureliane. Ne troviamo due nelle vicinanze, il Forte Ostiense ed il Forte Ardeatina.
Nel XX secolo, con l'espansione di Roma, crescono le aree di Tor Marancia, EUR, San Paolo, Garbatella e lungo le arterie principali (via Cristoforo Colombo, via Laurentina e via di Grotta Perfetta) nascono piccole borgate spontanee che pian piano si fondono fino ad arrivare alla congestione dei giorni nostri.
Tra queste c'è la Borgata Laurentina, chiamata poi Montagnola, abitata agli inizi del XX secolo da marchigiani e da sfollati del terremoto della Marsica del 1915.
La borgata era composta per lo più da stradine affluenti alla via Laurentina e chiamate con un numero progressivo romano (strada IV, strada V, ecc.) a partire dalla via Ostiense. La toponomastica si affaccia nel quartiere nel 1939 con la conversione di queste prime vie, che portavano ancora all'aperta campagna, in: via Altacomba, via Pomposa e via S. Colombano. Si prosegue poi nel dopoguerra con via Vedana, via Badia di Cava e vicolo del Casale Ceribelli, fino alla fine degli anni '50 in cui ormai si andava a delineare l'attuale piazzale ed il reticolo viario definitivo.

## Gli scontri del 10 settembre 1943
Nel quartiere sono presenti il parco e un monumento nel piazzale dei Caduti della Montagnola (già piazzale Valvisciolo) in ricordo dei 53 caduti italiani del settembre 1943, durante gli scontri tra l'esercito tedesco, i militari italiani e i civili della resistenza locale.
Il loro sacrificio è ricordato dalle croci sulla facciata della chiesa del Gesù Buon Pastore e da un monumento, posizionato all'inizio al centro della piazza e spostato nel 2005, allorché la piazza è stata oggetto di ammodernamento dell'arredo urbano con anche la costruzione di un parcheggio sotterraneo.

## La Montagnola oggi. I servizi
In via Benedetto Croce si trovano la sede principale del Municipio VIII (già XI), una scuola elementare e una scuola materna. Alle spalle di questi edifici si trovano spazi verdi collegati al fosso delle Tre Fontane. Un tempo qui si estendeva la collina di "Ceribelli".
La struttura della ex scuola sita in viale Pico della Mirandola accoglie servizi diversificati: uffici comunali, una palestra, l'ufficio servizio giardini, alloggi temporanei, attività associative del quartiere di carattere culturale e sportivo.
Posto all'interno del parco pubblico di viale Pico della Mirandola di grande qualità ambientale, il Casale Ceribelli è sede di un centro anziani e di un centro civico, punto nodale della vita del quartiere. Sempre su viale Pico della Mirandola, verso nord-ovest, è collocato il mercato rionale coperto "Montagnola".
Sul lato sud-est di viale Pico della Mirandola è collocata la scuola media statale "Spizzichino". Il parco giochi Falcone e Borsellino in via Badia di Cava, salvato da progetti edilizi negli anni '90, sta sempre più diventando luogo di aggregazione dell'intero quartiere grazie all'impegno dei cittadini che lo mantengono con iniziative mensili.  Nel 2018 è stato realizzato un playground da parte del CONI. 

## Architetture religiose
- Chiesa di Gesù Buon Pastore, su piazzale dei Caduti della Montagnola. Chiesa del XX secolo (1950-57).